# Lori Nichol
Lori Nichol ist eine kanadische Eiskunstlauftrainerin und Choreografin.
Nichol lief in den Jahren 1983 bis 1986 für die John Curry Company. Sie spezialisierte sich später auf das Choreografieren und gehört zu den führenden Eiskunstlaufchoreografen der Gegenwart. Sie erstellte u. a. Choreografien für Michelle Kwan, Mao Asada, Carolina Kostner, Patrick Chan, Sasha Cohen, Evan Lysacek, Jamie Salé & David Pelletier, Shen Xue & Zhao Hongbo, Pang Qing & Tong Jian und Tatjana Totmjanina & Maxim Marinin.
Im Januar 2010 begann Nichol auch als Trainerin zu arbeiten. Ihr erster Schüler wurde Patrick Chan.